# 栄光院 (埼玉県松伏町)
栄光院（えいこういん）は、埼玉県北葛飾郡松伏町にある真言宗豊山派の寺院。

## 歴史
創建年代は不明である。開山も不明である。
当院は下総台地の上に位置している。よって縄文時代の縄文海進でも水没することなく、陸地のままであった。そういうこともあり、上古の昔より人が住んでいたらしく、当院周辺には縄文時代後期の貝塚が広がっている。この貝塚は「栄光院貝塚」と呼ばれ、1923年（大正12年）に埼玉県の史跡に指定されている。

## 文化財

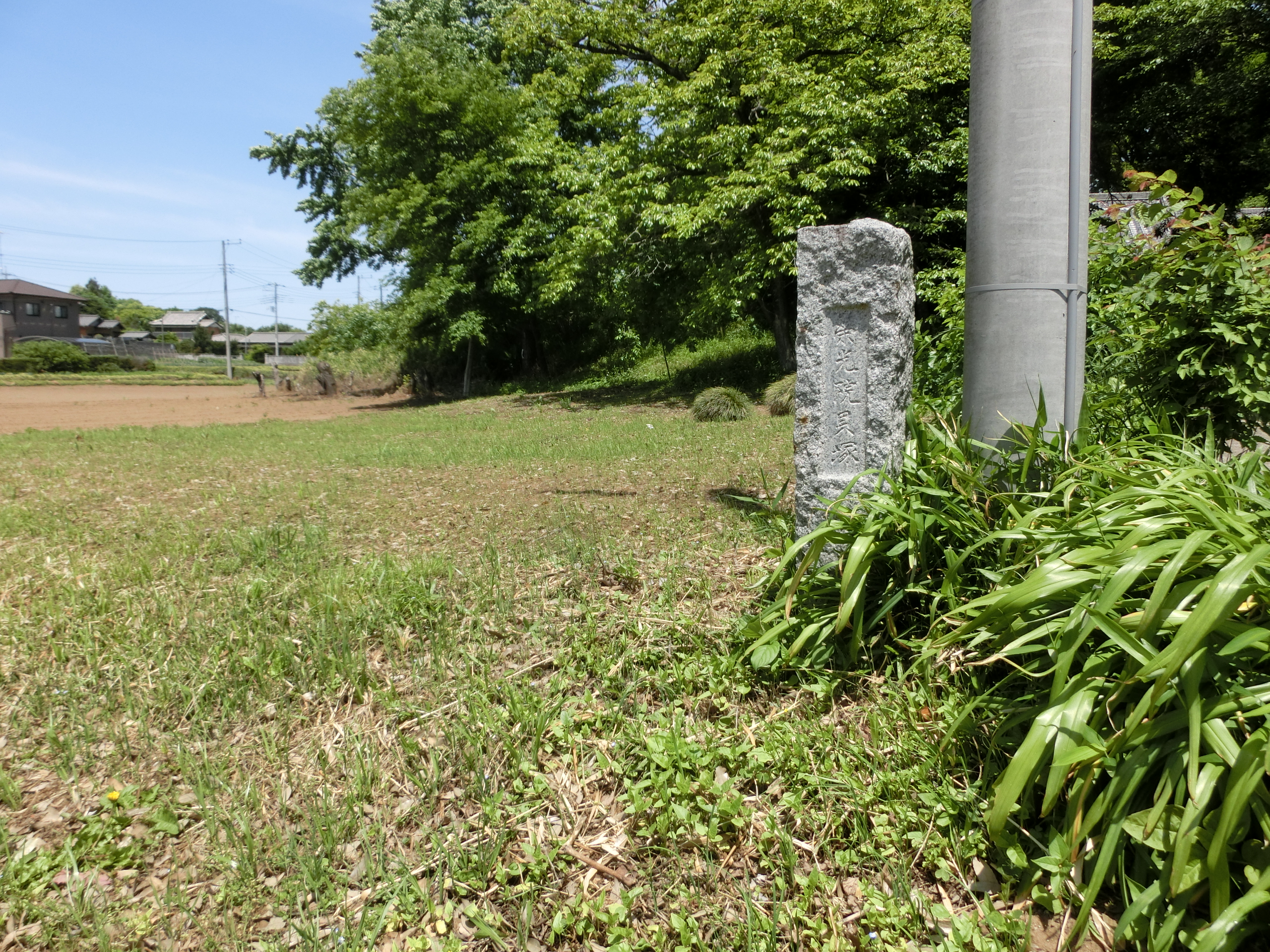
栄光院貝塚（埼玉県指定史跡 大正12年3月31日指定）

## 交通アクセス
- 路線バス栄光院前停留所より徒歩2分。